# Blair Redford
David Blair Redford (Atlanta, 27 luglio 1983) è un attore statunitense.

## Biografia
Cresciuto nella periferia di Canton, ha frequentato la Sequoyah High School. Ha lavorato per alcune estati al Renaissance Festival in Georgia, dove si è esibito in mosse da stunt. È un buon giocatore di tennis e ha rifiutato la borsa di studio dell'università per dedicarsi alla recitazione.
Inizia la sua carriera da modello, ma viene scoperto da un talent scout ad Atlanta e si trasferisce a Los Angeles. Nel 2005 ottiene il ruolo di Scott "Scotty" Grainger Jr. nella soap opera Febbre d'amore, nella quale recita fino al 2006.
Nel 2010, entra nel cast della serie televisiva 90210, nel ruolo di Oscar.

Nel 2011, entra nel cast della serie televisiva The Lying Game interpretando il ruolo di Ethan.

## Filmografia

### Cinema
- Slip, regia di Andrew Kramp - cortometraggio (2005)
- Fuga dall'Inferno - L'altra dimensione dell'amore (The Other Side), regia di Gregg Bishop (2006)
- Dance of the Dead, regia di Gregg Bishop (2008)
- Ultimatum alla terra (The Day the Earth Stood Still), regia di Scott Derrickson (2008)
- Ugly, Strong, and Dignified, regia di Robert Lawson Gordon - cortometraggio (2010)
- Burlesque, regia di Steve Antin (2010)
- Goy, regia di Felix Kersting e Marc Schaumburg (2010)

### Televisione
- Blue Collar TV – serie TV, episodio 1x06 (2004)
- Febbre d'amore – serie TV, 39 episodi (2005-2006)
- Voodoo Moon, regia di Kevin VanHook – film TV (2006)
- October Road – serie TV, episodio 1x03 (2007)
- I signori del rum (Cane) – serie TV, episodi 1x06 - 1x13 (2007)
- Passions – serie TV, 44 episodi (2007-2008)
- Lincoln Heights - Ritorno a casa (Lincoln Heights) – serie TV, episodio 3x09 (2008)
- FlashForward – serie TV, episodio 1x01 (2009)
- CSI: Miami – serie TV, episodio 8x03 (2009)
- Betwixt, regia di Elizabeth Chandler – film TV (2010)
- Huge - Amici extralarge – serie TV, episodio 1x05 (2010)
- 90210 – serie TV, 10 episodi (2010)
- Switched at Birth – serie TV, 16 episodi (2011-2013)
- CSI - Scena del crimine (CSI: Crime Scene Investigation) – serie TV, episodio 13x18 (2013)
- The Lying Game – serie TV, 30 episodi (2011-2013)
- Beauty and the Beast – serie TV, episodio 2x05 (2014)
- Satisfaction – serie TV, 10 episodi (2014-2015)
- The Red Road – serie TV, episodi 2x03-2x05 (2015)
- The Gifted – serie TV, 29 episodi (2017-2019)
- Three Women – serie TV, 5 episodi (2024)

## Doppiatori italiani
Nelle versioni in italiano delle opere in cui ha recitato, Blair Redford è stato doppiato da:
- Luigi Rosa in Febbre d'amore
- Luca Mannocci in CSI: Miami
- Davide Perino in 90210
- Andrea Mete in Switched at Birth
- Edoardo Stoppacciaro in CSI - Scena del crimine
- Marco Vivio in The Lying Game
- Simone Crisari in Satisfaction
- Gabriele Sabatini in The Gifted (st. 1)
- Guido Di Naccio in The Gifted (st. 2)